# Contea di Haifeng
La contea di Haifeng (海丰县S, Hǎifēng XiànP) è una contea della Cina, situata nella provincia del Guangdong e amministrata dalla prefettura di Shanwei.